# Les Relayeuses
Les Relayeuses, englisch Relay Runners («Staffelläuferinnen»), ist die französischsprachige Bezeichnung für eine Plastik der monegassischen Bildhauerin Emma de Sigaldi. Das Kunstwerk wurde 1988 für das im Juni 1993 eröffnete Olympische Museum in Lausanne entworfen. Es misst ca. 2 × 4 Meter und wiegt rund eine Tonne.
Die Figurengruppe war ein Geschenk des monegassischen Olympischen Komitees zur Erinnerung an Prinz Pierre von Monaco, der von 1950 bis 1964 Mitglied des Internationalen Olympischen Komitees (IOC) war. Die Plastik wurde kurz nach ihrer Fertigstellung 1988 in Seoul von Prinz Albert von Monaco anlässlich der 100. Sitzung des IOC enthüllt.
Später wurde die Statue auf einer von Monaco herausgegebenen Sonderbriefmarke zu den Olympischen Sommerspielen 1992 abgebildet.
Die Figur stand jahrzehntelang mit nur drei Berührungspunkten auf dem Boden und war mit nur jeweils einer Fussbreite seitlich fixiert, wobei lediglich die Längsversetzung der Läuferinnen zusätzlichen Halt gab. Auch die frei schwingenden Arme der Gruppe mit unterschiedlichen Wanddicken zwischen 8 und 10 mm erforderten bald eine gründliche Untersuchung, zumal das Kunstwerk mehrfach den Ort gewechselt hatte. So unterzog auf den Jahreswechsel 2018/2019 der schweizerische Schweissfachmann Nikolaus Brunner die Skulptur in seiner Werkstatt einer mehrwöchigen Restaurierung. Bei den notwendigen Schweissarbeiten war insbesondere der Erhalt der ursprünglichen Form eine der Herausforderungen. Derzeit ist das Kunstwerk nicht im Park des Museums aufgestellt (Stand: März 2025).